# Serra do Cachimbo
A serra do Cachimbo está localizada no sul do estado do Pará e ao norte do estado de Mato Grosso, na zona de transição entre a Amazônia e o cerrado.

## Fauna e Flora
A geografia da serra do Cachimbo é exuberante; a mata está praticamente intacta na região da base militar e, em outras localidades, já é possível encontrar alguns povoados. A flora não se difere muito dos outros biomas, em principal o da Amazônia; uma das exceções é a orquídea Encyclica caximboensis, existente apenas na serra do Cachimbo.
A serra do Cachimbo é certamente uma das zonas com maior carência de informações biológicas na região Sul do estado do Pará, na divisa com Mato Grosso a 1550 metros de altitude.

## Hidrografia
A serra do Cachimbo é conhecida como caixa d'água, pois possui um grande reservatório, composto por muitas nascentes e rios.
Em 2005, foi criada a Reserva Biológica Nascentes da Serra do Cachimbo, que conta com as bacias hidrográficas dos seguintes rios:
- Rio Curuá
- Rio Curuaés
- Rio Anta
- Rio Braço Norte
- Rio Braço Sul
- Rio Ipiranga
- Rio Flecha
- Rio Nilana

Faz parte das sub-bacias do rio Xingu e rio Tapajós. Também nasce na serra o rio Jamanxim, principal afluente do Tapajós, mas não incluído na Reserva.

## Geologia
Feita praticamente de arenito, a região não apresenta potenciais minerais, nem de qualquer atividade agrícola. São encontrados também calcário e granito, mas em pontos isolados, sem potencial de exploração.

## Base militar
Hoje é conhecida como Campo de Provas Brigadeiro Velloso, onde são realizados apenas treinamentos. Tem área de 21600 km² e perímetro de 653 km, sendo comparável, em tamanho, ao estado de Sergipe.
Esta base ficou mundialmente conhecida quando o governo do presidente Fernando Collor de Mello fechou na área da base um campo, até então secreto, para testes de armas nucleares. Esse campo possuía um túnel concretado que fora escavado numa encosta e possuía mais de trezentos metros de profundidade, cuja confecção fazia parte do Programa nuclear paralelo. Collor, em ato público no início de setembro de 1990, colocou simbolicamente uma pá de cal sobre a entrada do buraco e ordenou sua destruição.

## Acidentes aéreos
- Em 29 de setembro de 2006, a região foi palco do segundo maior acidente aéreo do Brasil, quando um Boeing 737-800 da companhia brasileira Gol, voo Gol 1907, caiu após colidir em pleno ar e ter a sua asa esquerda cortada por um jato executivo Embraer Legacy 600. Todos os 154 ocupantes do Boeing morreram no local. Apesar de avarias na asa e na cauda, o Legacy conseguiu pousar no Campo de Provas Brigadeiro Velloso (CPBV), base da Força Aérea Brasileira na Serra do Cachimbo. O episódio eclodiu a maior crise da aviação civil brasileira, após ampla discussão sobre a segurança de voo no espaço aéreo brasileiro.
- Em 3 de setembro de 1989, um Boeing 737-200 da Varig, Voo Varig 254, que ia de Marabá para Belém tomou um rumo errado. Após perceber o equívoco, a tripulação não conseguiu mais localizar-se sobre a selva. O controle de tráfego aéreo não pôde ajudar, porque não havia, à época, naquela região, radares capazes de indicar a posição da aeronave. O piloto fez um pouso forçado no meio da mata, depois que o combustível acabou. Com o impacto do avião contra as árvores, 14 ocupantes morreram e 54 ficaram feridos. Os sobreviventes tiveram de aguardar 40 horas até a chegada das equipes de resgate. A tragédia ficou conhecida, especialmente no meio aeronáutico, como o "acidente do comandante Garcez" (César Augusto Pádula Garcez), a quem se atribuiu a responsabilidade pela tragédia.
- Em 28 de abril de 1952, um Boeing 377 Stratocruiser da Pan Am (Pan American World Airways), Voo PA 202, caiu após a soltura de uma das suas hélices próximo da região a aproximadamente 450 km do Sudoeste do Município de Carolina-MA. Todos os 41 passageiros e 9 tripulantes a bordo morreram.
- Em 21 de novembro de 1948, um avião Vickers VC.1 Viking, da FAB caiu após uma falha no motor esquerdo. Todos os cinco passageiros que estavam dentro do avião morreram. O avião fazia serviço de reconhecimento e exploração naquela região, até então, intocada.